# Ligdia casta
Ligdia casta är en fjärilsart som beskrevs av W. Warren 1905. Ligdia casta ingår i släktet Ligdia och familjen mätare. Inga underarter finns listade i Catalogue of Life.